# 新奧里藏特 (聖保羅州)

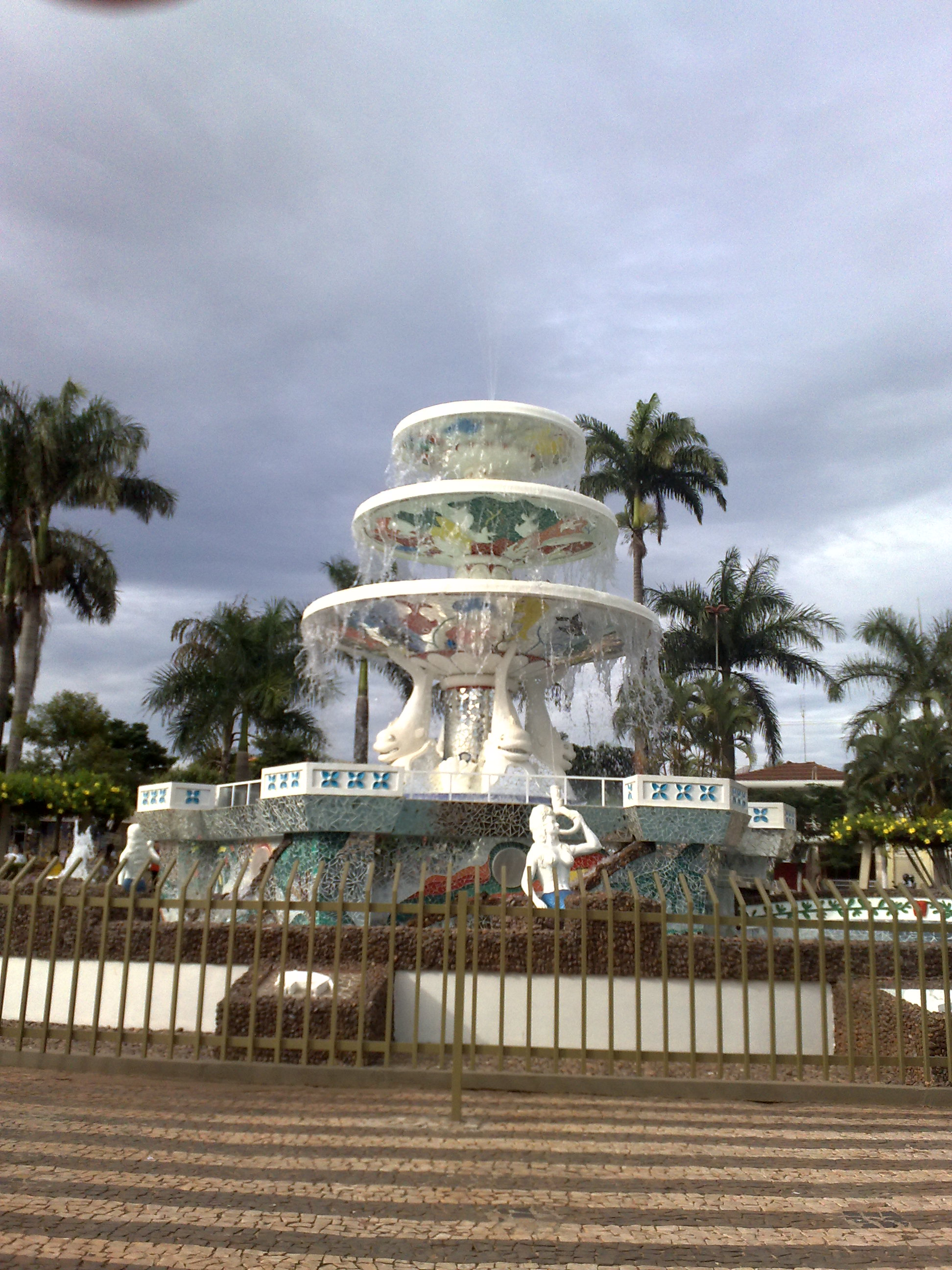
位於新奧里藏特的噴泉

21°20′8″S 49°13′15″W / 21.33556°S 49.22083°W
新奧里藏特（葡萄牙語：Novo Horizonte），是巴西的城鎮，位於該國南部，由聖保羅州負責管轄，始建於1917年10月28日，面積932平方公里，海拔高度447米，2014年人口39,191，人口密度每平方公里42人。